# Riksdagen 1668
Riksdagen 1668 hölls i Stockholm.

## Historia
Den 13 december 1667 utgick kallelse till ständerna att infinna sig till riksdag i Stockholm den 1 juni 1668.  Till ridderskapet och adelns talman (lantmarskalk) utsågs Johan Gyllenstierna. Ärkebiskopen Johannes Canuti Lenaeus kunde på grund av sin höga ålder (95 år) inte fungera som prästeståndets talman, utan meddelade att ståndet själva skulle välja talman. Normalt skulle biskopen i Linköping, som näst ärkebiskopen var högst i rang av biskoparna, ha varit talman i Lenaeus ställe, men Samuel Enander hade nyligen blivit adlad och ansågs därför olämplig som talman. Som prästeståndets talman under hela riksdagen fungerande därför biskopen i Strängnäs, Erik Gabrielsson Emporagrius, dock utan att formellt ha blivit vald. Borgarståndets talman var stadssekreteraren i Stockholm Olof Thegner. Bondeståndets talman var en icke namngiven bonde från Västergötland.

## Viktiga beslut
Under riksdagen fattades beslut om att Riksens Ständers Bank skulle grundas, motsvarigheten till dagens Riksbank, som därmed är världens äldsta centralbank.